# Юпикские народы
Юпи́кские народы — группа коренных народов российского Дальнего Востока и запада, юго-запада и центрально-южной части Аляски. Юпики включаются в число эскимосских народов и родственны инуитам и инупиатам. В состав юпикских народов включаются:
- алутиик, или сугпиак — жители полуострова Аляска и прибрежной и островной зоны центрально-южной Аляски;
- юпики Центральной Аляски — жители равнины между реками Юкон и Кускоквим, а также северного берега Бристольского залива до залива Нушагак[англ.] и севера Аляски близ реки Накнек и заливом Эгегик;
- сибирские юпики, или юиты, в том числе науканцы[англ.], чаплинцы (Чаплино)[2] и сиреникцы[англ.] Дальнего Востока России и острова Святого Лаврентия[3].

## Численность
Юпики центральной Аляски — наиболее многочисленный юпикский народ, говорит на центрально-юпикском языке.
Согласно данным переписи 2001 года, в США более 24 000 человек, из которых 22 000 живут на Аляске, большинство расселены примерно в 70 деревнях на территории запада и юго-запада Аляски. Ещё 2355 сугпиак и 1700 других юпиков проживают в России.

## Этимология
Слово «юпик» (Yup’ik, множественное число Yupiit) образовано от юпикского слова «юк» (yuk, «человек») с добавлением суффикса «-пик» (-pik), означающего «настоящий, истинный»; таким образом, самоназвание юпиков означает «настоящие люди». В этнографической литературе юпиков и их язык иногда называют «юк» и «юит». Народ и диалекты Бэй-Чевака и Нунивака называются «чупик».
В латинизированной записи слово «юпик» содержит апостроф, так как в центрально-юпикской орфографии он означает удвоение предыдущего звука (юппик).

## Происхождение
Общий предок эскимосов и алеутов, а также многих других палеосибирских народов жил в Восточной Сибири и прибыл к Берингову морю около 10 000 лет назад. Исследование групп крови, позже подтверждённое лингвистическими находками и исследованиями ДНК, пришло к выводу о том, что предки индейцев Америки достигли Северной Америки ещё до предков эскимосов и алеутов. Вероятно, было несколько волн миграции из Сибири в Америку через Берингию, а переселения произошли в промежуток от 20 до 8 тыс. л. н. в периоды оледенения. Примерно 3 000 лет назад предки юпиков расселились по берегам западной Аляски, иногда расходясь в долины Юкона и Кусковина (1 400 лет назад). Они достигли Паимиута на Юконе и Кроу-Виллидж на Кусковине.
По данным палеогенетиков палеоэскимосская (источник для на-дене групп) миграция в Америку произошла примерно в 6—5 тыс. л. н., а более поздние неоэскимосские (включая инуитов) группы происходят от поздней палеоэскимосской обратной миграции в Сибирь. Обратная миграция достигла только восточного побережья Чукотки. Сегодня сибирские юпики — единственное коренное азиатское население с северо-американской родословной. Они частично переселились в Северную Америку примерно в 1 тыс. лет назад.
- Молодой юпик в центральной Аляске (Хупер-Бей), 1930 год
- Чупигский мужчина в маске Ворона-творца
- танцор из народа сугпиак
- Мать с ребёнком

## Культура
Традиционно весну и лето семьи юпиков проводили в рыболовецких лагерях, а на зиму собирались в поселения вместе с другими юпиками. Многие юпики занимаются традиционными промыслами, особенно часто добычей тихоокеанского лосося и тюленя.
Общинный дом мужчин — касик (qasgiq) — был церемониальным помещением, где проходили фестивали (сопровождающиеся пением, танцами и рассказыванием историй) и остальные традиционные мероприятия, в том числе с участием шаманов. Касики в основном использовались зимой, когда юпики собрались вместе. Здесь же взрослые мужчины учили мальчиков охоте и выживанию в дикой природе, включая изготовление каяков.
Женский дом, эна (ena), был традиционно рядом с касиком, иногда их соединял туннель. Женщины учили девочек обрабатывать шкуры, шить, готовить рыбу и дичь, а также ткать. Мальчики жили с матерями примерно до пяти лет, потом они переходили в касик. Каждую зиму от трёх до шести недель девочки учились в мужском доме, а мальчики в женском. Девочек учили охоте и изготовлению инструментов, а мальчиков — готовить и шить.
Групповые танцы юпиков обычно характеризуются движениями только верхней половины тела; жесты при танцах напоминают танцы чероки с веерами.
Детей юпиков называют по имени последнего умершего члена общины.
- Ритуальная маска
- Корзина

## Языки
Пять юпикских языков родственны инуктитуту и всё ещё широко распространены, 75 % юпиков свободно говорят на своих языках.
Аляскинские и сибирские юпики, как и аляскинские инупиаты, используют письменность, которую разработали гренландские миссионеры-моравцы в 1760-х годах. Кроме того, аляскинские юпики и инуиты — единственные коренные северные народы, разработавшие собственную письменность. Она была иероглифической и исчезла со смертью своих изобретателей. В конце XIX века миссионеры, прибывшие к юпикам, использовали их язык в богослужениях и перевели на него Библию.
Исследователи Сибири ошибочно идентифицировали сугпиаков, живущих рядом с алеутами, и назвали их «алутиик» (алеуты). Данное слово продолжает использоваться.